# Saint-Lothain
Ne doit pas être confondu avec Saint Lothain.
Saint-Lothain est une commune viticole traditionnelle française du vignoble du Jura, située à 7 km à l'ouest de Poligny et 15 km au sud-ouest d'Arbois, dans le département du Jura, dans la région culturelle et historique de Franche-Comté et la région administrative Bourgogne-Franche-Comté.
Baptisée du nom du moine Saint Lautein du VIe siècle. 
Ses habitants se nomment les Saint-Lothinois et Saint-Lothinoises.

## Géographie

### Hydrographie
La Brenne, le Ruisseau des Buats, le Ruisseau de l'Épinette sont les principaux cours d'eau qui traversent la commune.

### Hameaux

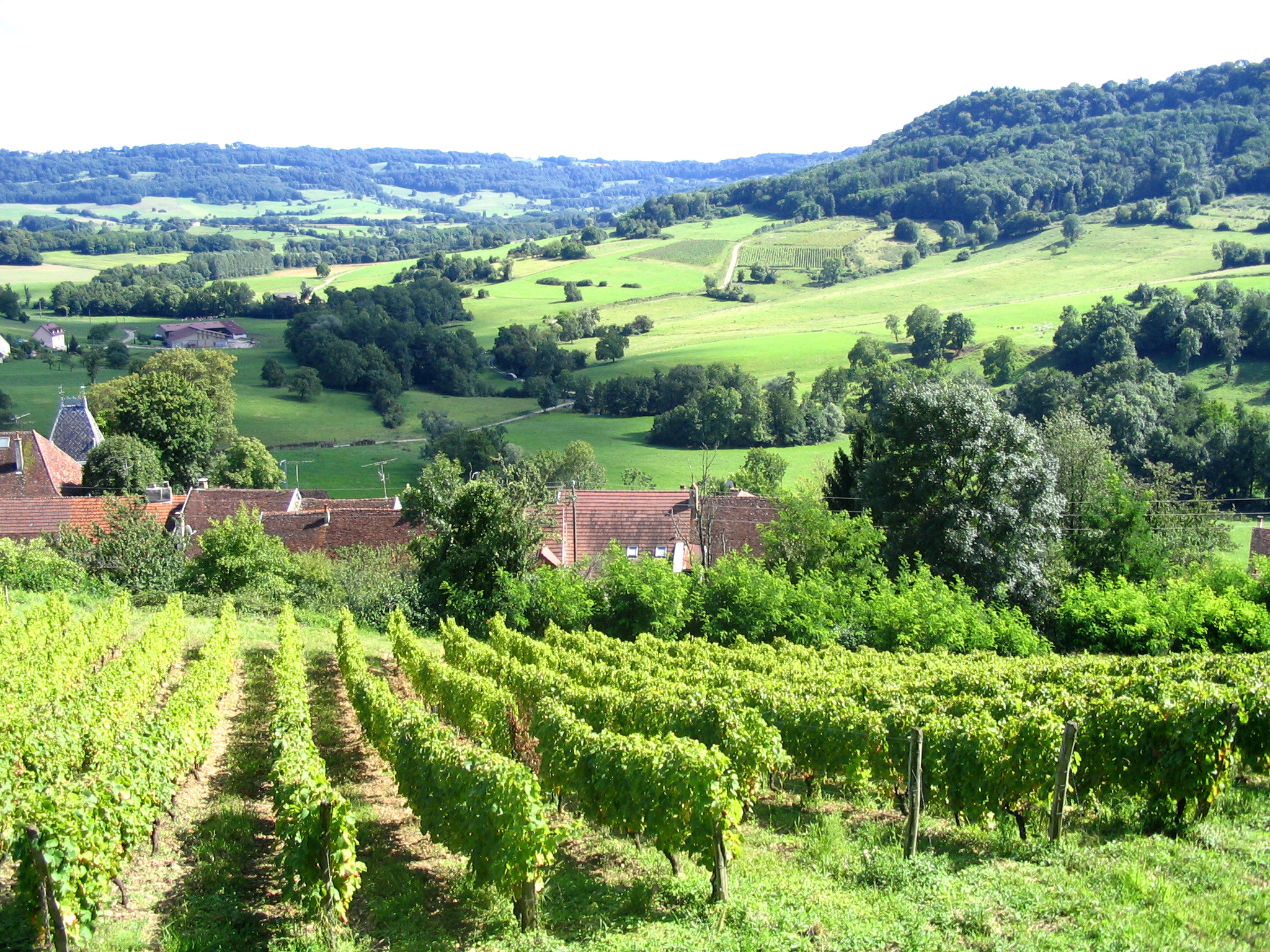
Vue de la vallée
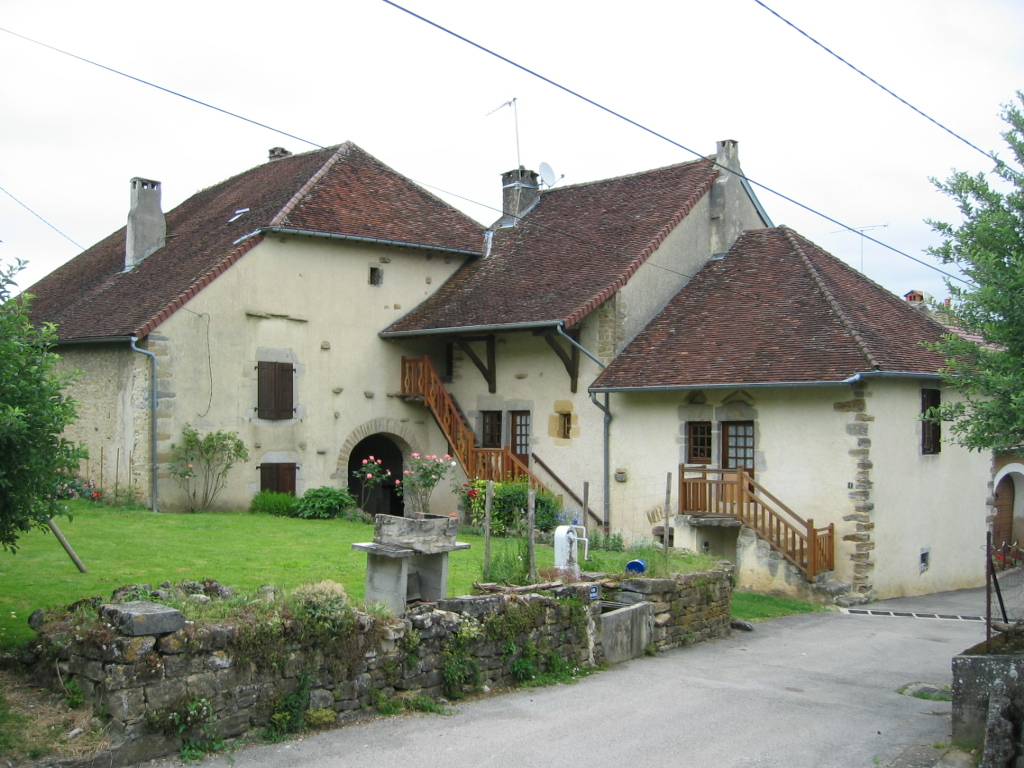
Habitation traditionnelle du Jura
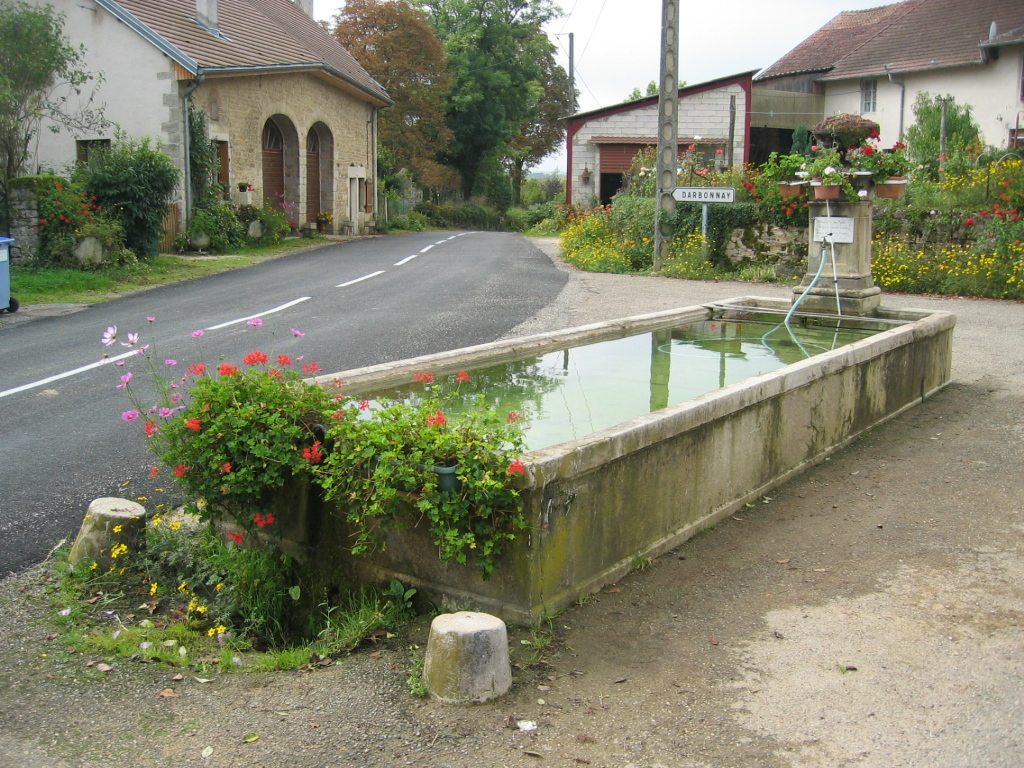
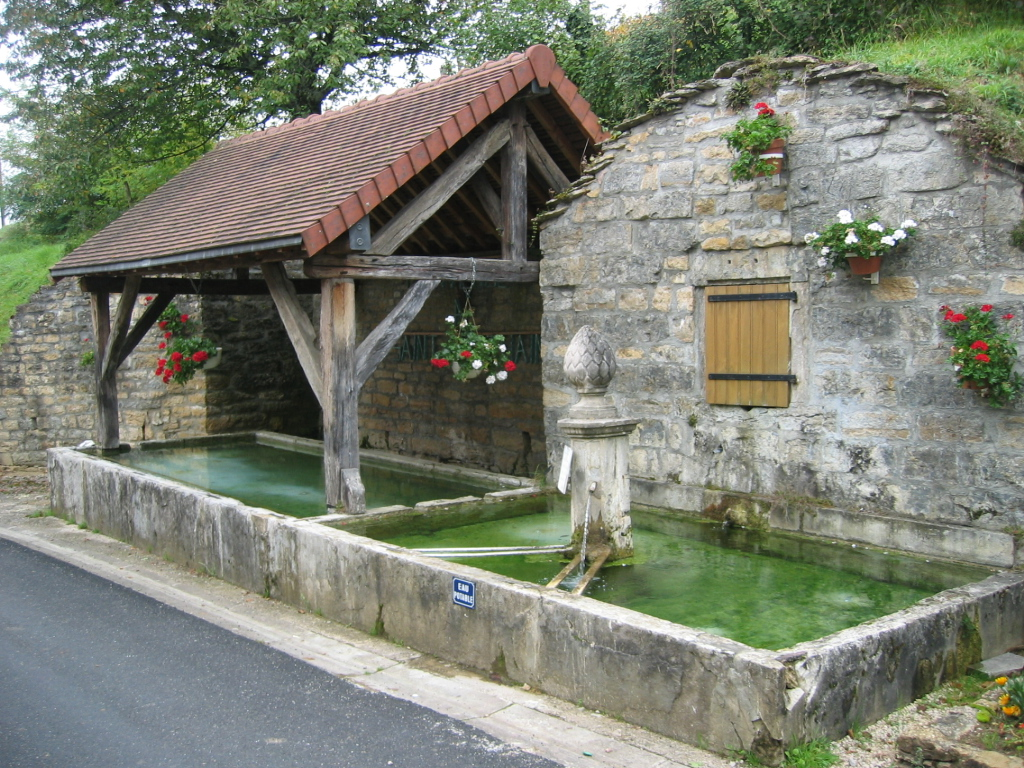

### Climat
Pour des articles plus généraux, voir Climat de la Bourgogne-Franche-Comté et Climat du département du Jura.
En 2010, le climat de la commune est de type climat de montagne, selon une étude du Centre national de la recherche scientifique s'appuyant sur une série de données couvrant la période 1971-2000. En 2020, Météo-France publie une typologie des climats de la France métropolitaine dans laquelle la commune est exposée à un climat semi-continental et est dans la région climatique  Jura, caractérisée par une forte pluviométrie en toutes saisons (1 000 à 1 500 mm/an), des hivers rigoureux et un ensoleillement médiocre. 
Pour la période 1971-2000, la température annuelle moyenne est de 10,7 °C, avec une amplitude thermique annuelle de 17,5 °C. Le cumul annuel moyen de précipitations est de 1 250 mm, avec 13,2 jours de précipitations en janvier et 9 jours en juillet. Pour la période 1991-2020, la température moyenne annuelle observée sur la station météorologique de Météo-France la plus proche, « Colonne », sur la commune de Colonne à 8 km à vol d'oiseau, est de 11,7 °C et le cumul annuel moyen de précipitations est de 1 170,0 mm. 
La température maximale relevée sur cette station est de 40,3 °C, atteinte le 7 août 2003 ; la température minimale est de −18 °C, atteinte le 12 janvier 1987,,. 
Les paramètres climatiques de la commune ont été estimés pour le milieu du siècle (2041-2070) selon différents scénarios d'émission de gaz à effet de serre à partir des nouvelles projections climatiques de référence DRIAS-2020. Ils sont consultables sur un site dédié publié par Météo-France en novembre 2022.

## Urbanisme

### Typologie
Au 1er janvier 2024, Saint-Lothain est catégorisée commune rurale à habitat dispersé, selon la nouvelle grille communale de densité à sept niveaux définie par l'Insee en 2022.
Elle est située hors unité urbaine. Par ailleurs la commune fait partie de l'aire d'attraction de Lons-le-Saunier, dont elle est une commune de la couronne,. Cette aire, qui regroupe 139 communes, est catégorisée dans les aires de 50 000 à moins de 200 000 habitants,.

### Occupation des sols
L'occupation des sols de la commune, telle qu'elle ressort de la base de données européenne d’occupation biophysique des sols Corine Land Cover (CLC), est marquée par l'importance des territoires agricoles (58,6 % en 2018), en diminution par rapport à 1990 (61,4 %). La répartition détaillée en 2018 est la suivante : 
forêts (36,2 %), zones agricoles hétérogènes (29,1 %), prairies (23,7 %), terres arables (5,8 %), zones urbanisées (5 %), zones industrielles ou commerciales et réseaux de communication (0,1 %). L'évolution de l’occupation des sols de la commune et de ses infrastructures peut être observée sur les différentes représentations cartographiques du territoire : la carte de Cassini (XVIIIe siècle), la carte d'état-major (1820-1866) et les cartes ou photos aériennes de l'IGN pour la période actuelle (1950 à aujourd'hui).

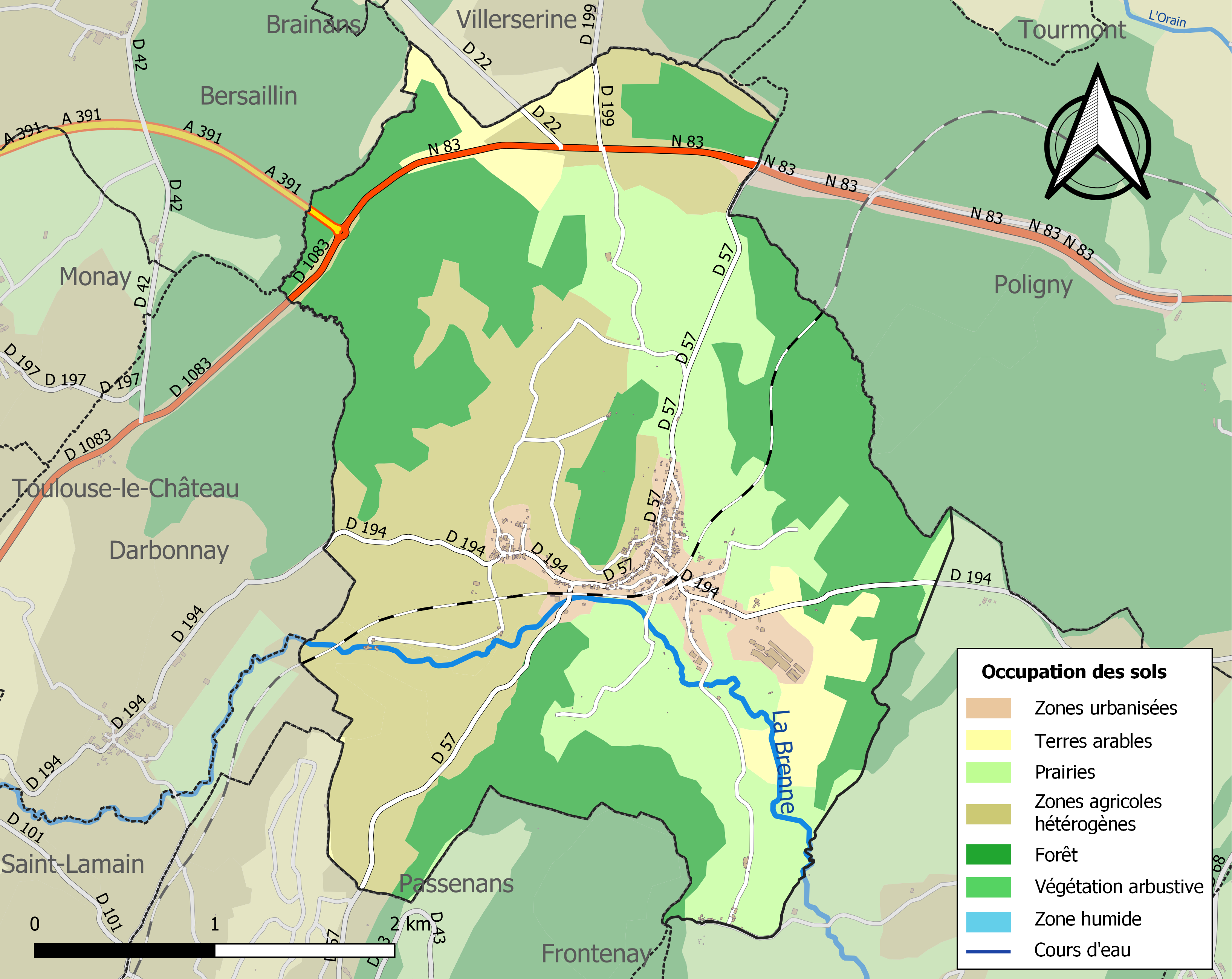
Carte des infrastructures et de l'occupation des sols de la commune en 2018 (CLC).

## Histoire
Le village viticole de Saint-Lothain occupe le site de l'ancien village gallo-romain de Silèze, détruit au VIe siècle.
Lautein, ou Saint Lothain, ou Lautenus en latin (v448 à Autun-518 à Saint-Lothain), moine ermite bénédictin de l'abbaye Saint-Symphorien d'Autun, qui vient évangéliser la région de Silèze, ou il convertit de nombreux disciples, fonde les prieuré de Saint-Lothain de soixante moines en 480, et prieuré de Saint-Symphorien de Maximiac de quarante moines, situé à priori à Buvilly à 10 km au nord-est en 490 (expansion du christianisme, expansion du christianisme du Ve siècle au XVe siècle). Le village est rebaptisé de son nom après sa disparition, et conserve son sarcophage et ses reliques dans l'ancienne crypte de l'église de Saint-Lothain.
Le prieuré de Silèze est relevé par l'abbé Bernon de l'abbaye Saint-Pierre de Baume-les-Messieurs (entre autres fondateur de l'abbaye Saint-Pierre de Gigny en 880, puis de l'abbaye de Cluny en 909, ordre de Cluny).
En 1673, le village se retrouve au centre d'une bataille ou s'affrontent des rebelles comtois pro-français et les troupes loyalistes dirigées par Lacuzon.

## Économie
- Village viticole du vignoble du Jura.
- Ancienne carrière d'albâtre largement exploitée pour les sculptures des églises voisines, cheminées et mobilier de maison de maîtres. Ce marbre d'albâtre très riche a servi entre autres à la construction des tombeaux des ducs de Bourgogne de la grande salle du palais des ducs de Bourgogne, ainsi qu'aux sculptures de l'église Saint-Nicolas-de-Tolentin de Brou / monastère royal de Brou à Bourg-en-Bresse[15].

## Politique et administration

### Tendances politiques et résultats

#### Élections Présidentielles
Le village de Saint-Lothain place en tête à l'issue du premier tour de l'élection présidentielle française de 2017, Jean-Luc Mélenchon (LFI) en tête avec 25,43 % des suffrages. Mais lors du second tour, Emmanuel Macron (LaREM) est en tête avec 71,86 %.

#### Élections Régionales
Le village de Saint-Lothain place la liste "Notre Région Par Cœur" menée par Marie-Guite Dufay, présidente sortante (PS) en tête, dès le 1er tour des élections régionales de 2021 en Bourgogne-Franche-Comté, avec 37,09 % des suffrages. Lors du second tour, les habitants décideront de placer de nouveau la liste de "Notre Région Par Cœur" menée par Marie-Guite Dufay, présidente sortante (PS) en tête, avec cette fois-ci, près de 64.18 % des suffrages. Très loin devant les autres listes menées par  Gilles Platret (LR) en seconde position avec 14,93 %, Julien Odoul (RN), troisième avec 12,69 % et en dernière position celle de Denis Thuriot (LaREM) avec 8,21 %. Il est important de souligner une abstention record lors de cette élection qui n'ont pas épargné le village de Saint-Lothain avec lors du premier tour 55,93 % d'abstention et au second, 60,45 %.

#### Élections Départementales
Le village de Saint-Lothain faisant partie du Canton de Bletterans place le binôme de Philippe Antoine (LaREM) et Danielle Brulebois (LaREM), en tête, dès le 1er tour des élections départementales de 2021 dans le Jura, avec 63,89 % des suffrages. Lors du second tour, les habitants décideront de placer de nouveau le binôme de Philippe Antoine (LaREM) et Danielle Brulebois (LaREM), en tête, avec cette fois-ci, près de 86.29 % des suffrages. Devant l'autre binôme menée par Josiane Hoellard (RN) et Michel Seuret (RN) qui obtient 13,71 %. Il est important de souligner une abstention record lors de cette élection qui n'ont pas épargné le village de Saint-Lothain avec lors du premier tour 55,65 % d'abstention et au second, 60,17 %.

### Liste des maires de Saint-Lothain
| Période | Période  | Identité              | Étiquette | Qualité |
| ------- | -------- | --------------------- | --------- | ------- |
| 1989    | 2008     | Emile Etiévant        |           |         |
| 2008    | 2014     | M. Dominique Grand    |           |         |
| 2014    | En cours | M. Dominique Michelet | SE        | Employé |

## Démographie
L'évolution du nombre d'habitants est connue à travers les recensements de la population effectués dans la commune depuis 1793. Pour les communes de moins de 10 000 habitants, une enquête de recensement portant sur toute la population est réalisée tous les cinq ans, les populations de référence des années intermédiaires étant quant à elles estimées par interpolation ou extrapolation. Pour la commune, le premier recensement exhaustif entrant dans le cadre du nouveau dispositif a été réalisé en 2005.

En 2022, la commune comptait 461 habitants, en évolution de −2,54 % par rapport à 2016 (Jura : −0,81 %, France hors Mayotte : +2,11 %).
| 1793  | 1800  | 1806  | 1821  | 1831  | 1836  | 1841  | 1846  | 1851  |
| ----- | ----- | ----- | ----- | ----- | ----- | ----- | ----- | ----- |
| 1 112 | 1 144 | 1 231 | 1 173 | 1 265 | 1 259 | 1 282 | 1 244 | 1 226 |

| 1856  | 1861  | 1866  | 1872  | 1876  | 1881  | 1886  | 1891 | 1896 |
| ----- | ----- | ----- | ----- | ----- | ----- | ----- | ---- | ---- |
| 1 087 | 1 105 | 1 165 | 1 107 | 1 035 | 1 011 | 1 015 | 976  | 973  |

| 1901 | 1906 | 1911 | 1921 | 1926 | 1931 | 1936 | 1946 | 1954 |
| ---- | ---- | ---- | ---- | ---- | ---- | ---- | ---- | ---- |
| 882  | 901  | 828  | 719  | 655  | 624  | 564  | 573  | 489  |

| 1962 | 1968 | 1975 | 1982 | 1990 | 1999 | 2005 | 2006 | 2010 |
| ---- | ---- | ---- | ---- | ---- | ---- | ---- | ---- | ---- |
| 462  | 425  | 430  | 396  | 418  | 435  | 417  | 417  | 460  |

| 2015 | 2020 | 2022 | - | - | - | - | - | - |
| ---- | ---- | ---- | - | - | - | - | - | - |
| 473  | 456  | 461  | - | - | - | - | - | - |

## Lieux et monuments

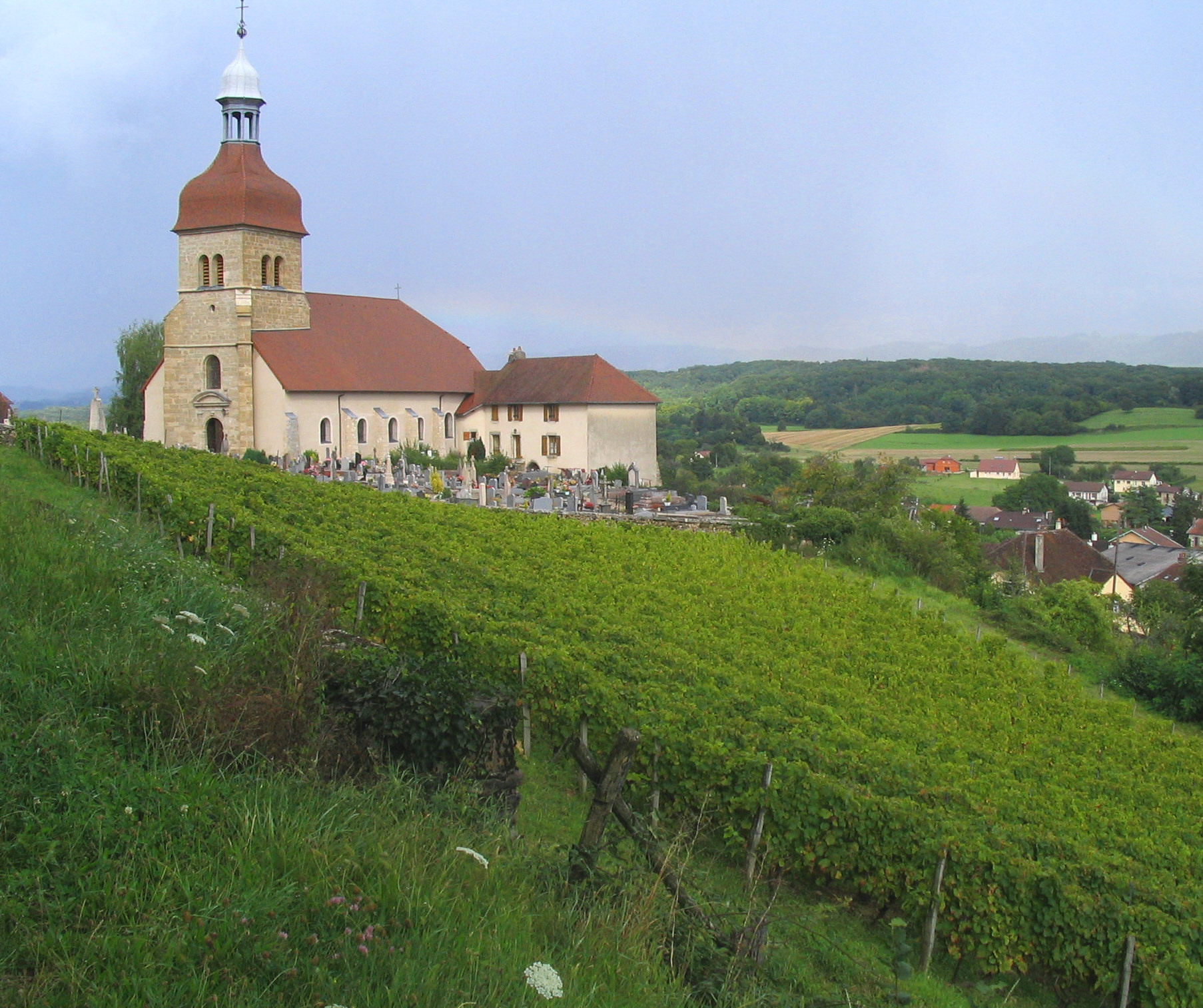
Église de Saint-Lothain,

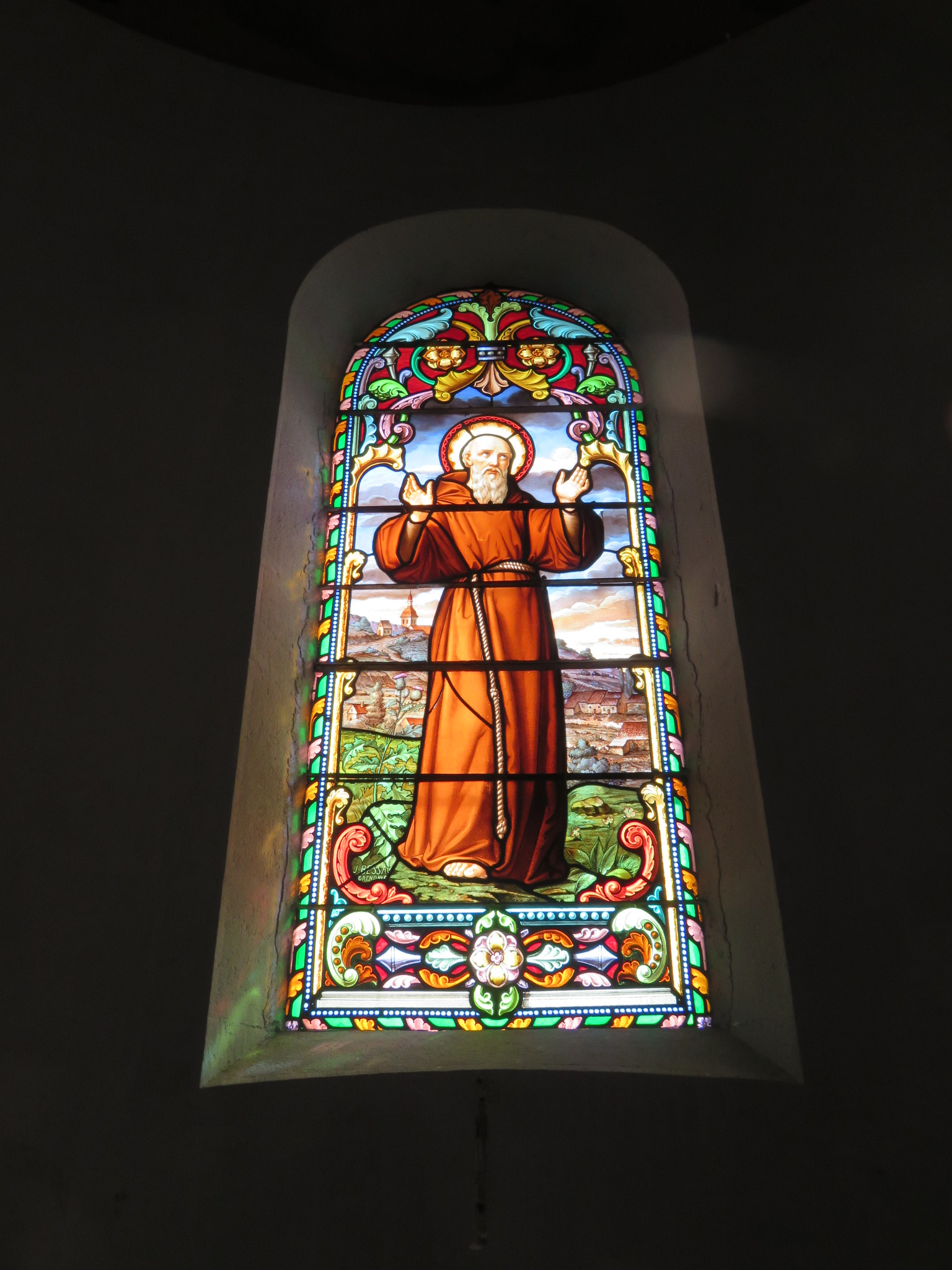
Saint Lautein (v448-518), vitrail de l'église de Saint-Lothain

### Archéologie
- En 1862, des ossements d'un dinosaure gigantesque, de 210 millions d'années, le plus vieux de France, sont découverts en forêt de Chasagne, lors de la construction de la ligne de chemin de fer Besançon-Lyon. Une copie a été exposée un temps au Musée des beaux-arts et d'archéologie de Lons-le-Saunier.
- Vestiges préhistoriques et antiques

### Architecture civile
- Le Château de Sous-Mont.
- Le Château de Baume des XVe et XVIe siècles, inscrit aux monuments historiques le 7 juillet 1989.

### Architecture religieuse
- L'église Saint-Lothain XIe et XIIe siècles est construite sur une crypte de la fin du Xe siècle, classée partiellement aux monuments historiques le 23 janvier 1946, renfermant le sarcophage mérovingiens dit de Saint Lautein. Vers le premier quart du XVIIIe siècle, la voûte en ogive remplace une ancienne charpente de bois. Le clocher comtois, porte au fronton la date de 1716 ;
- L'ancien prieuré de Saint-Lothain de soixante moines, fondé en 480 par Saint Lautein ;
- La Croix de mission devant l'église et la grille du piédestal, inscrites aux monuments historiques.

## Personnalités liées à la commune
- Saint Lautein, ou Lautenus (v448 à Autun-518 à Silèze, actuel Saint-Lothain) : moine ermite bénédictin, qui s'installe à Silèze et y fonde deux monastères et donne son nom au village.
- Charles Sauria (1812 à Poligny - 1895 à Saint-Lothain) : inventeur des allumettes au phosphore en 1831.
- Marie-Thérèse Grappe (1950 à Lons-le-Saunier) : fondatrice de l'association des œnophiles et dégustateurs du Jura et du concours mondial du savagnin, pour la promotion du vignoble du Jura.
- José Martin, né à Miéry en 1891, sculpteur, naturalisé américain en 1937, mort à Dallas, Texas, en 1985, passa son enfance à Saint Lothain. Auteur du monument aux morts de la commune[23].